# 科奇崖
科奇崖（英語：Koci Cliffs），是南極洲的山崖，位於維多利亞地的斯科特海岸，處於科爾韋爾山以南2公里，海拔高度2,424米，在1994年由美國南極名稱諮詢委員會命名，現時由南極條約體系管理。